# Phrynium gracile
Phrynium gracile är en strimbladsväxtart som beskrevs av Karl Moritz Schumann. Phrynium gracile ingår i släktet Phrynium och familjen strimbladsväxter. Inga underarter finns listade.